# Ефективна площа розсіювання

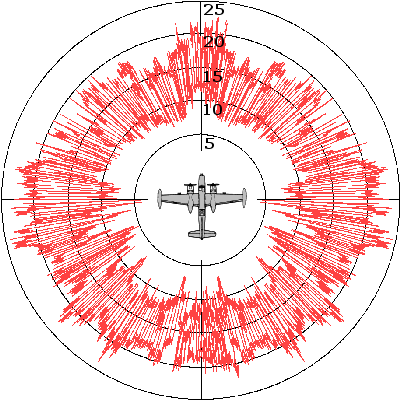
Приклад діаграми моностатичної ЕПР (A-26 Invader)

Ефективна площа розсіювання (ЕПР, англ. Radar Cross-Section, RCS) у радіолокації — характеристика відбивної здатності цілі, що визначається відношенням потужності електромагнітної енергії, що відбивається ціллю в напрямку приймача (радара), до поверхневої щільності потоку енергії падної плоскої хвилі.
ЕПР є кількісною мірою властивості об'єкта розсіювати електромагнітну хвилю.
У загальному випадку для зондувальної електромагнітної хвилі з негармонічною часовою залежністю (широкосмуговий в просторово-часовому сенсі зондувальний сигнал) ефективна площа розсіювання — відношення енергії еквівалентного ізотропного джерела до щільності потоку енергії (Дж/м²) зондувального радіовипромінювання в точці розташування розсіювача.

## Фізичний зміст
ЕПР має розмірність площі [м²], але не є геометричною площею, а являє собою енергетичну характеристику, тобто визначає величину потужності прийнятого сигналу.
{\displaystyle \sigma [db]=10\lg {\frac {\sigma }{\sigma _{0}}}}
Аналітично ЕПР можна розрахувати тільки для простих цілей. Для складних цілей ЕПР вимірюється практично на спеціалізованих полігонах, або в безлунних камерах.
ЕПР цілі не залежить ні від інтенсивності випромінюваної хвилі, ні від відстані між станцією і ціллю. Будь-яке збільшення {\displaystyle \rho _{1}} призводить до пропорційного збільшення {\displaystyle \rho _{2}} і їхнє відношення у формулі не змінюється. При зміні відстані між РЛС і ціллю, відношення {\displaystyle {\rho _{2}}/{\rho _{1}}} змінюється обернено пропорційно {\displaystyle R^{2}} і величина ЕПР при цьому залишається незмінною.

## Чинники, що впливають на ЕПР
На ефективну площу розсіювання впливає низка різних чинників:
- матеріал, з якого виготовлена ціль;
- абсолютний розмір цілі;
- відносний розмір цілі (по відношенню до довжини хвилі, яку випромінює радар);
- кут падіння випромінювання;
- кут відбивання (залежить від кута падіння);
- поляризація випромінювання по відношенню до орієнтації цілі.